# Salež
Salež je naselje u Republici Hrvatskoj, u sastavu Grada Buzeta, Istarska županija. 

## Stanovništvo
Prema popisu stanovništva iz 2001. godine, naselje je imalo 17 stanovnika te 4 obiteljskih kućanstava.
Prema popisu stanovništva iz 2011. godine, naselje je imalo 7 stanovnika.
| broj stanovnika | 189   | 205   | 107   | 119   | 104   | 169   | 437   | 471   | 121   | 106   | 62    | 45    | 32    | 20    | 17    | 7     | 5     |
|                 | 1857. | 1869. | 1880. | 1890. | 1900. | 1910. | 1921. | 1931. | 1948. | 1953. | 1961. | 1971. | 1981. | 1991. | 2001. | 2011. | 2021. |

## Znamenitosti
- Stup srama,[7] jedini sačuvani stup srama u Istri